# Cañada de Luque
Cañada de Luque é um município da província de Córdova, na Argentina.